# M134 Minigun

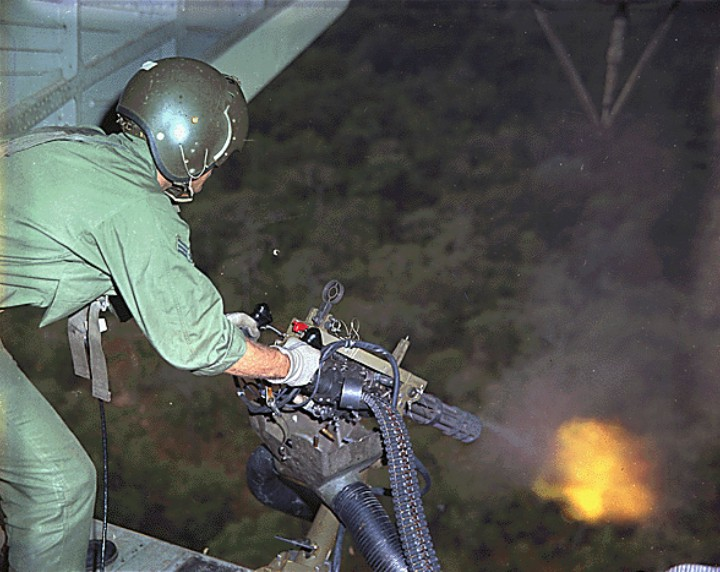
Американский солдат ведёт огонь из M134 Minigun по джунглям. Вьетнам

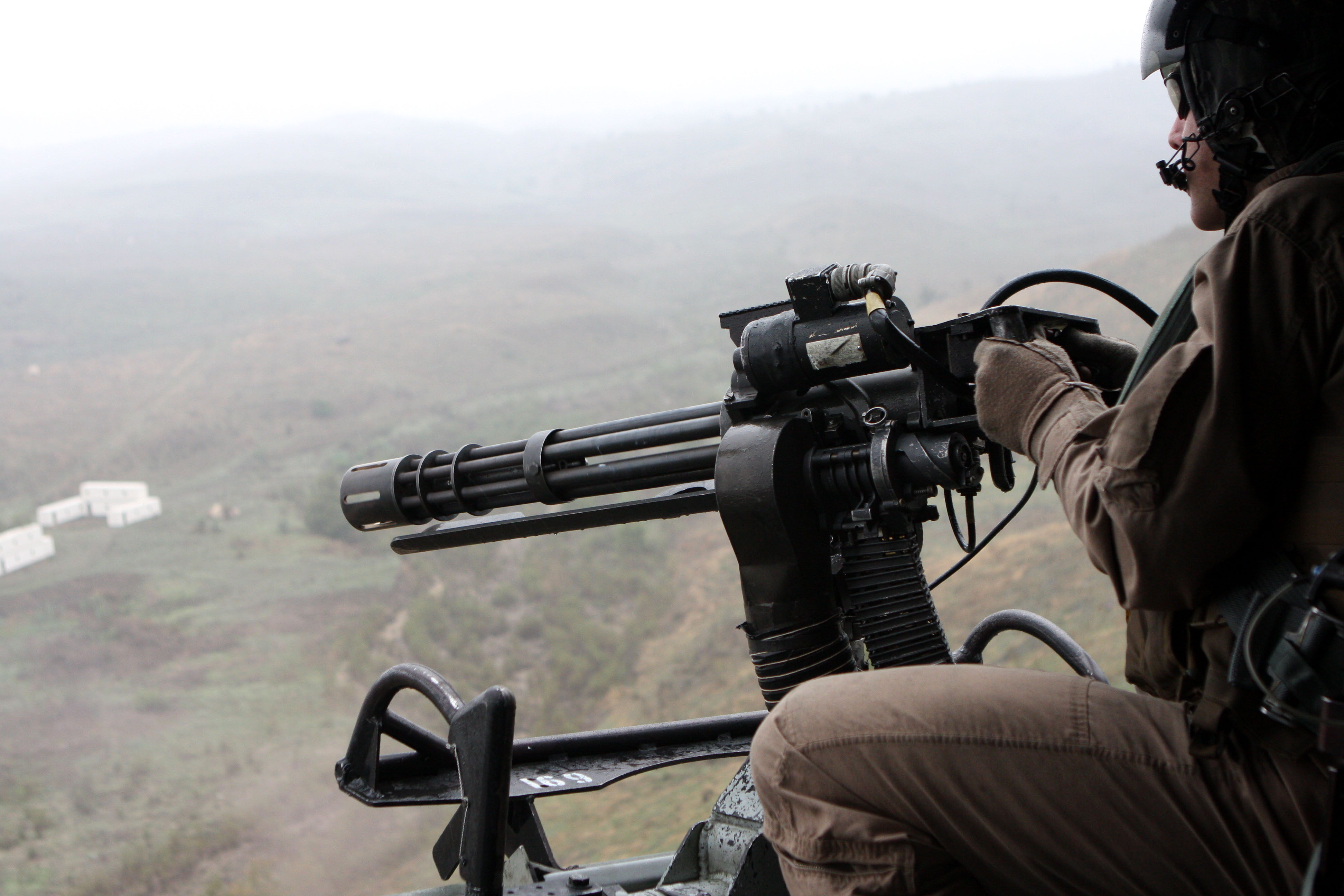
Морской пехотинец с M134 Minigun на базе морской пехоты США в Кэмп-Пендлтоне, Калифорния. 5 октября 2009 года.

«Миниган» (англ. Minigun [ˈmɪnɪɡʌn], армейский индекс — M134, авиационный индекс — SUU-11 и GAU-2 (контейнерный), GAU-17 (станковый), флотский индекс — Mk 25) — название семейства многоствольных скорострельных пулемётов, построенных по схеме Гатлинга.

## Принцип работы автоматики
Автоматика пулемёта использует внешний привод постоянных оборотов, вращение блока стволов происходит против часовой стрелки, заряжание на 5:00, выстрел на 12:00 и выброс стреляной гильзы на 6:30. За полный оборот блока стволов производится шесть выстрелов. Охлаждение воздушное, за счёт потока набегающего воздуха. Указанные конструктивные решения были призваны решить проблему перегрева и износа стволов вследствие чрезвычайно высокого темпа стрельбы.

## Варианты и модификации
Пулемёт представляет собой уменьшенную в размерах 20-мм авиапушку M61 Vulcan под стандартный винтовочный боеприпас НАТО калибра 7,62 мм, поскольку 20-мм пушка предназначалась для вооружения штурмовиков и была слишком тяжёлым вооружением для других типов летательных аппаратов. Пулемёт разрабатывался в двух базовых вариантах: 1) контейнерном для установки на подфюзеляжном узле крепления многоцелевых истребителей, контрпартизанских самолётов, самолётов поддержки сухопутных войск и ударных вертолётов, 2) станковом для установки в дверях или в рампе десантно-транспортных вертолётов для огневого прикрытия в процессе взлёта/посадки, авиационных спасательных операций и др. Первый вариант интегрирован в систему управления вооружением летательного аппарата и применяется непосредственно пилотом, второй вариант обслуживается бортовым пулемётчиком.
- Контейнерная пулемётная установка ведёт огонь по направлению движения летательного аппарата,
- Станковый вариант, установленный на вертолёте, ведёт огонь в ту или иную сторону с сектором обстрела 90°, на авто- и бронетехнике может вести обстрел на 360°.

В разработке пулемёта были заинтересованы как Армия США для вооружения ударных и транспортных вертолётов, лёгких разведывательных вертолётов OH-6 и OH-58, самолётов поддержки сухопутных войск — лёгких штурмовиков OV-1, так и ВВС США для вооружения истребителей-бомбардировщиков F-105B, ганшипов AC-47 , контрпартизанских самолётов YAT-28 и Cessna A-37 Dragonfly, транспортных вертолётов UH-1F и эвакуационных вертолётов HH-53B.

## Конструкция
Привод поворота блока стволов — электрический. Скорострельность регулируется реостатом электропривода и варьируется от 3000 до 6000 выстрелов в минуту. Масса установки — 22,7 кг без учёта систем боепитания.
Используемый боеприпас — патрон 7,62 НАТО. Питание патронами может осуществляться из стандартной рассыпной ленты или при помощи механизма беззвеньевой подачи патронов. В первом случае на пулемёт ставится специальный механизм «delinker», осуществляющий извлечение патронов из ленты перед их подачей в пулемёт. Лента подаётся к пулемёту через специальный металлический гибкий рукав от коробов, имеющих типовую ёмкость от 1500 (полный вес 58 кг), до 4500 (полный вес 134 кг) патронов. На тяжёлых вертолётах (CH-53, CH-47) ёмкость патронных коробов для питания одного пулемёта может достигать 10 000 и даже более патронов.
Патрон досылается в нижний, остывший ствол, выстрел производится сверху, выброс гильзы справа. Используется в подвесных контейнерах самолётов, турельных установках транспортных и боевых вертолётов, в боковых установках самолётов типа «ганшип». К этому же типу относится и авиационная пушка M61 Vulcan, у которой при ведении огня сначала стволы начинают вращаться от электропривода, а затем производится стрельба.
Цена одной единицы М134 около 200.000 долларов.

### Эксплуатанты
- Австралия
- Бразилия
- Канада
- Чили
- Колумбия
- Франция
- Грузия
- Ирак
- Израиль
- Италия
- Мексика
- Нидерланды
- США
- Украина
- Великобритания

## Интересные факты
В январе 1972 года во время войны во Вьетнаме силы вьетконга/ДРВ использовали трофейный американский «Миниган» M134 для сбития американского боевого вертолёта UH-1. Вьетнамцы добились 212 попаданий в вертолёт из «Минигана» прежде чем он разбился.

## Галерея

Вертолёт HH-60G Pave Hawk с пулемётом GAU-2B/A в полёте возле авиабазы Авиано, 25 февраля 2021
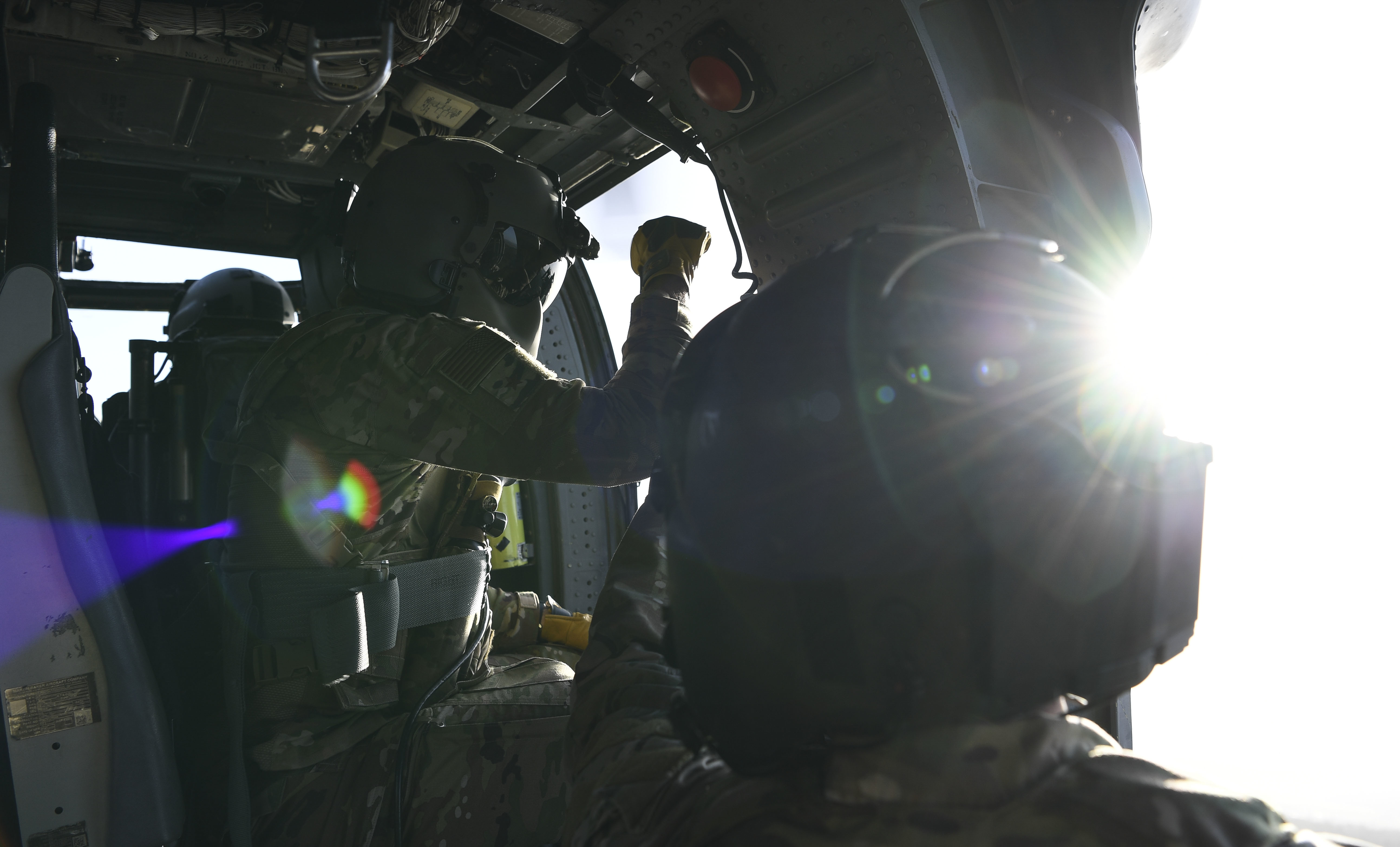
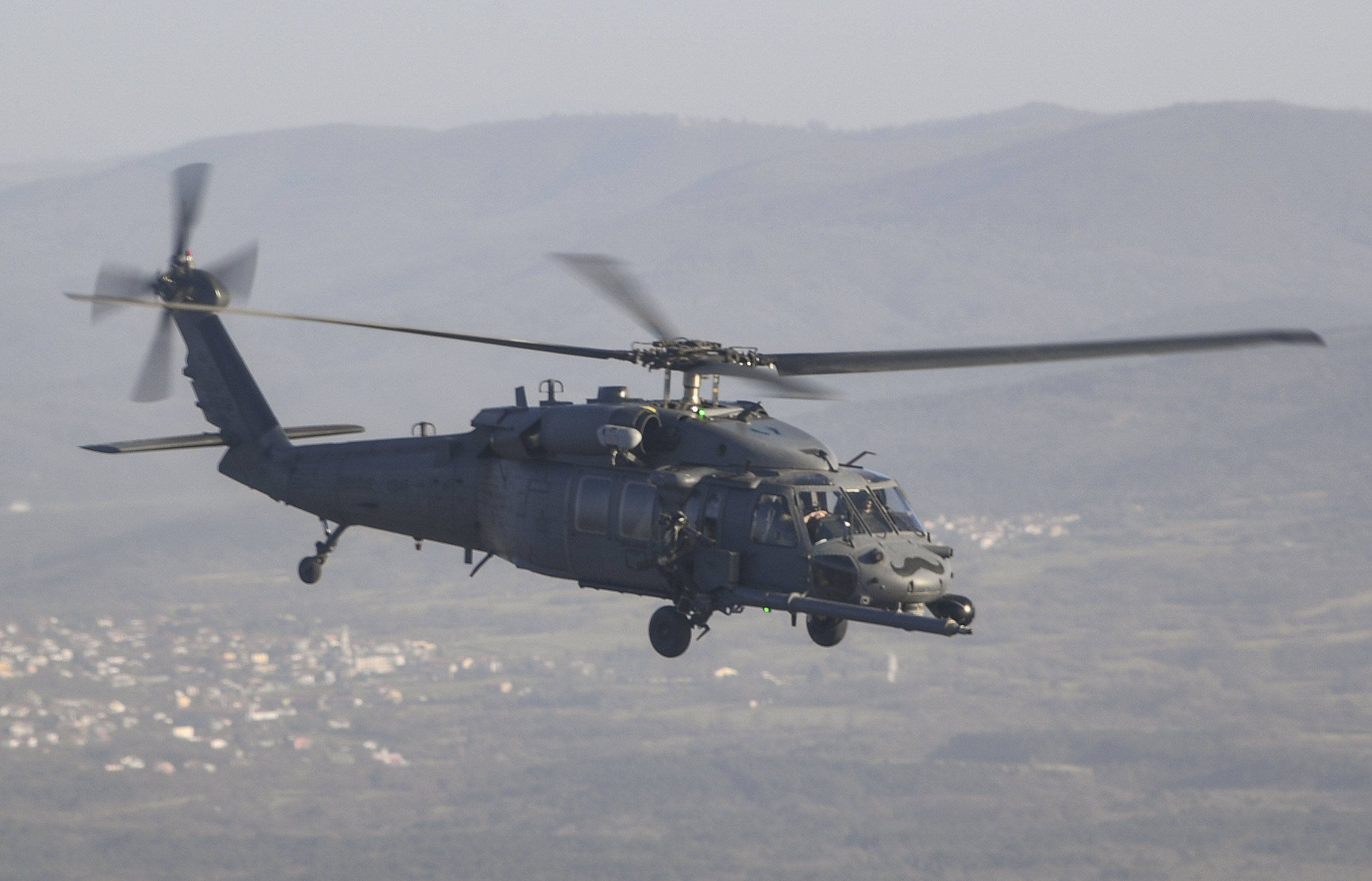
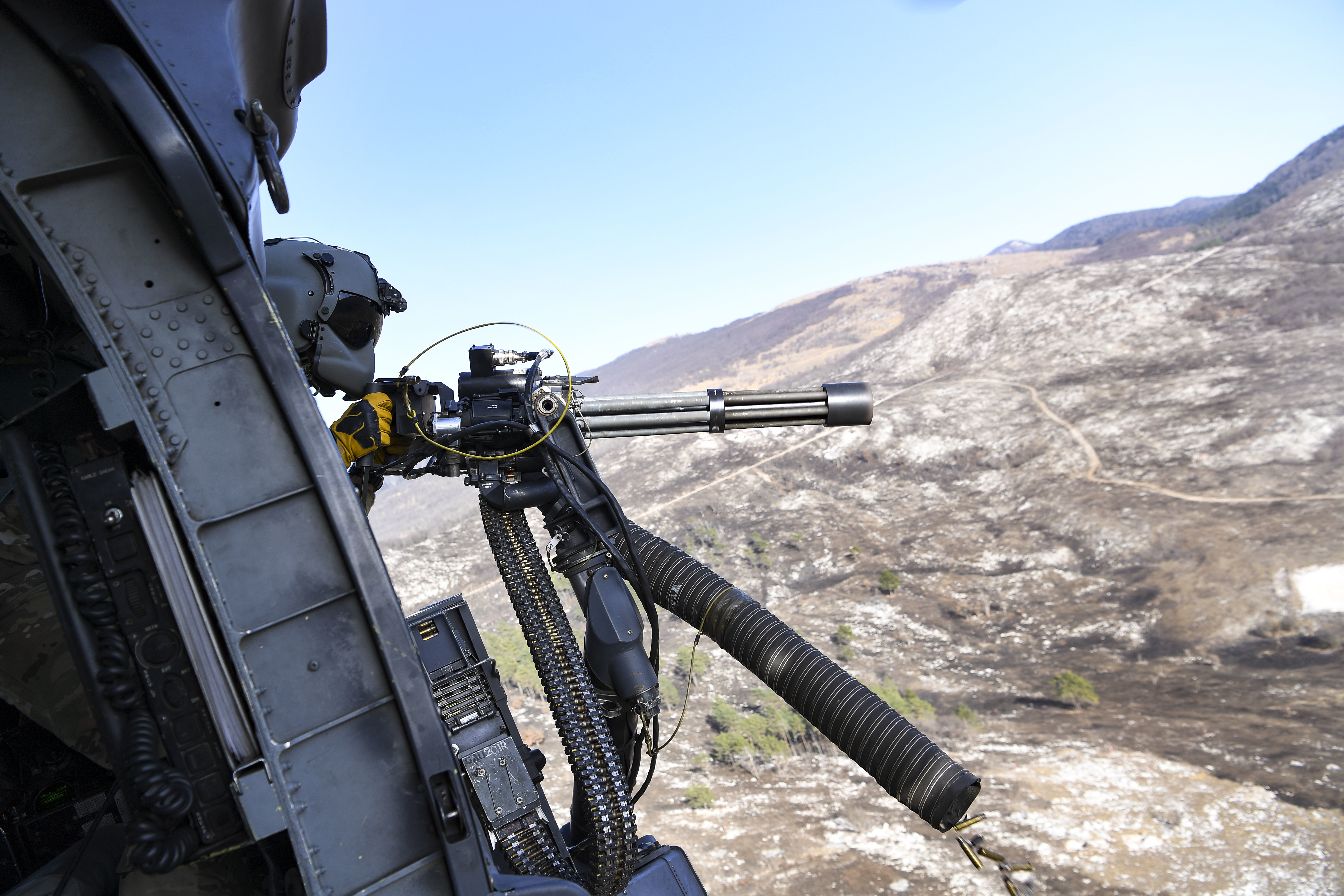
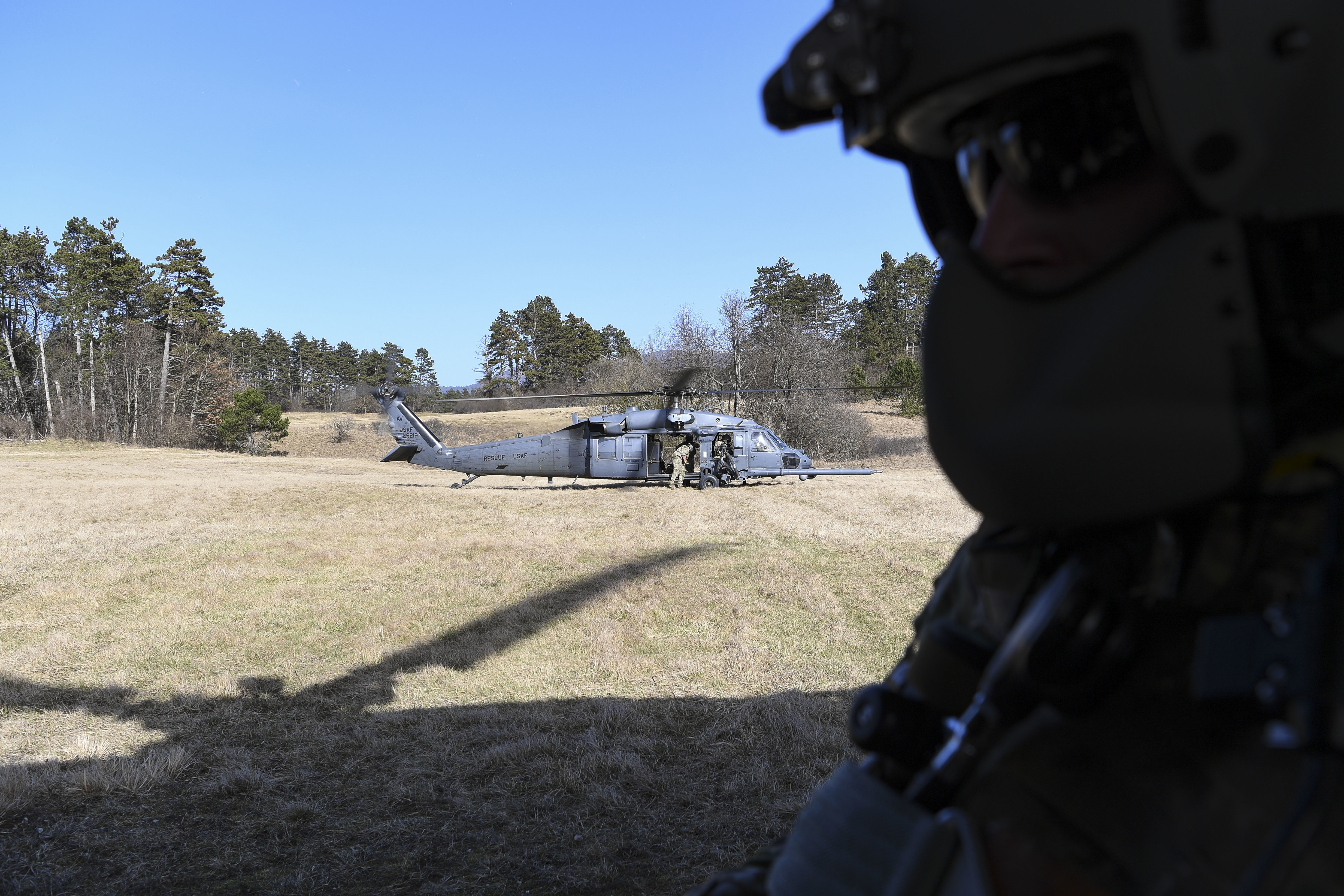
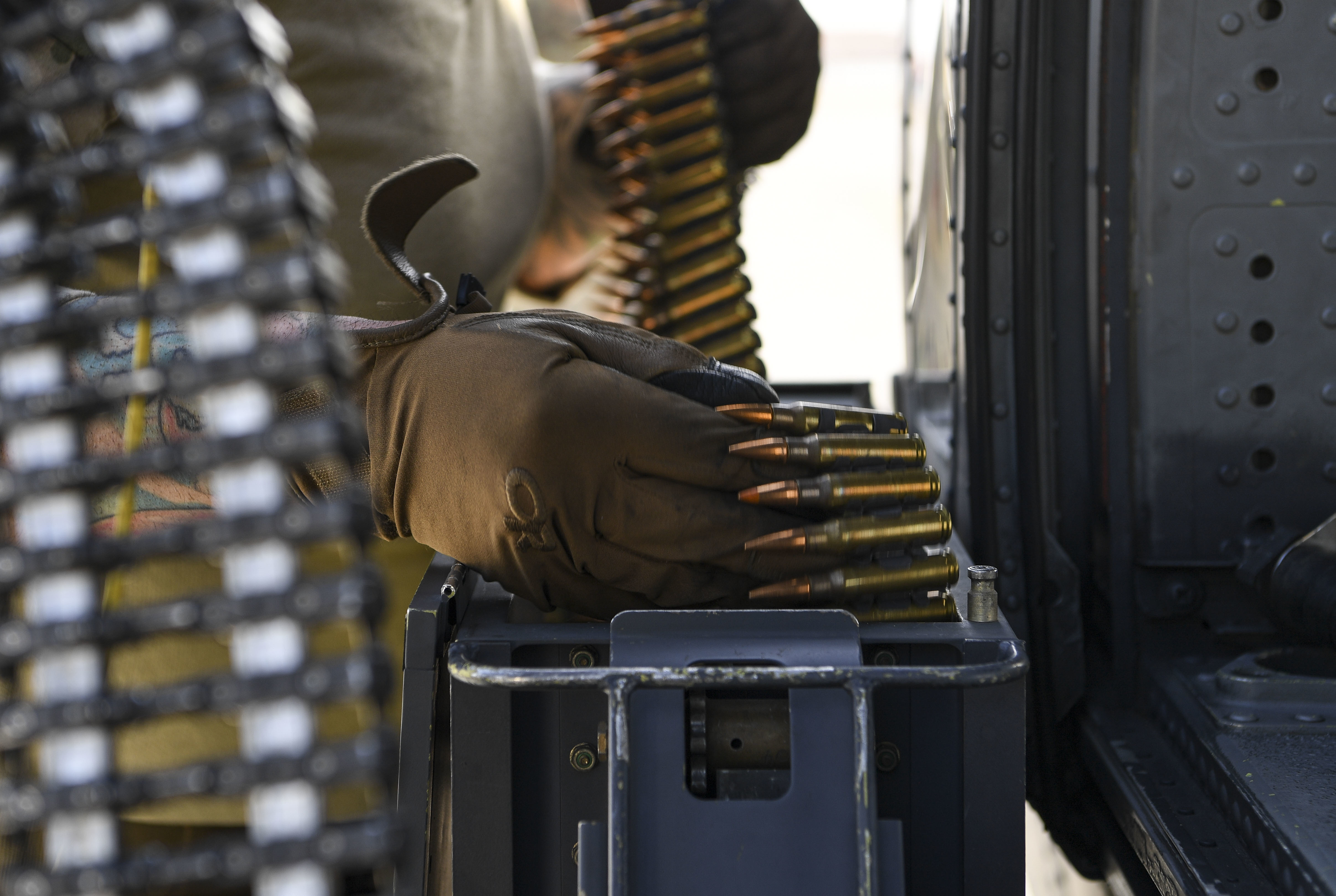
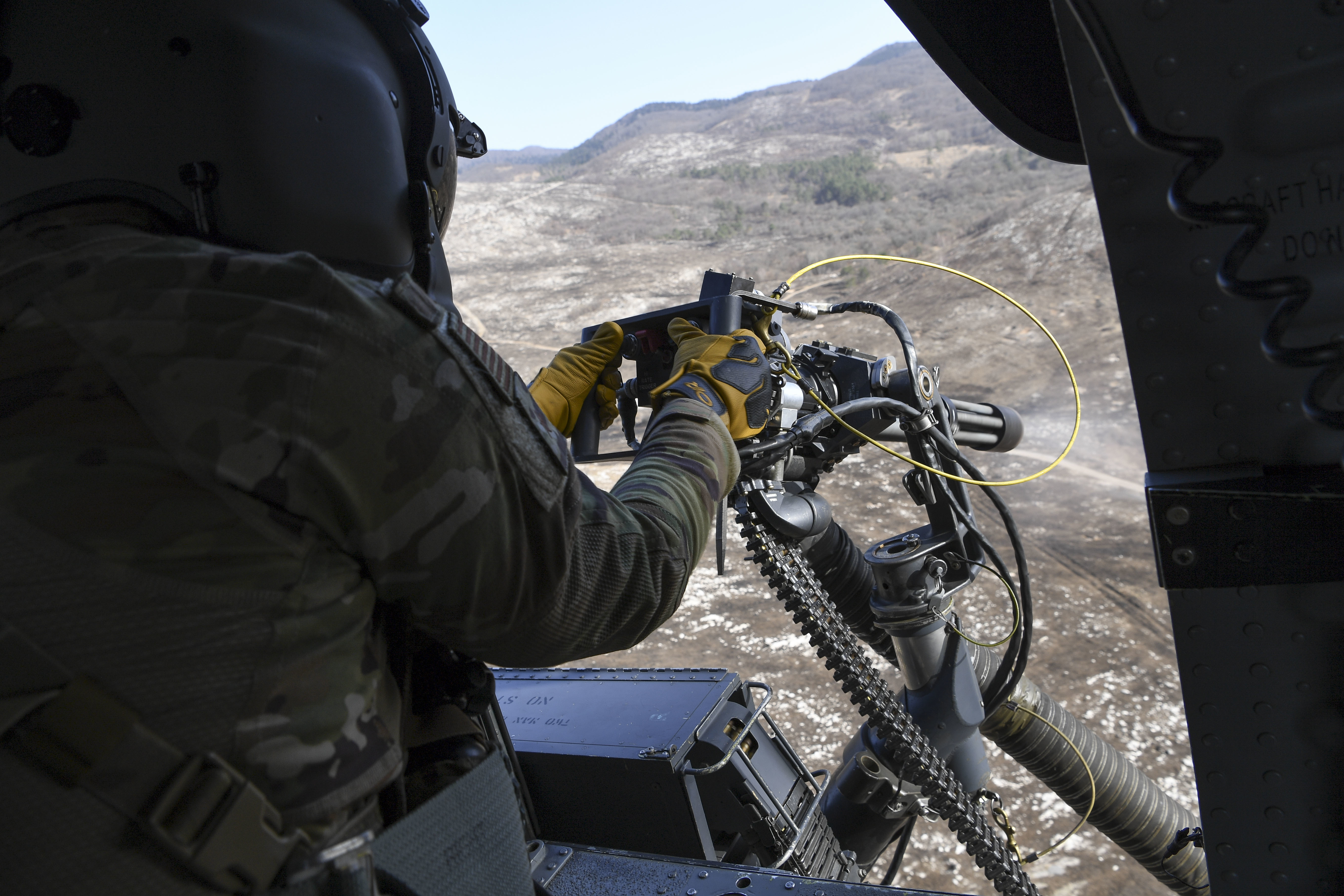